# Бужиська
Бужиська (пол. Bużyska) — село в Польщі, у гміні Корчев Седлецького повіту Мазовецького воєводства.
Населення — 42 особи (2011).
У 1975-1998 роках село належало до Седлецького воєводства.

## Демографія
Демографічна структура станом на 31 березня 2011 року:
|          | Загалом | Допрацездатний вік | Працездатний вік | Постпрацездатний вік |
| -------- | ------- | ------------------ | ---------------- | -------------------- |
| Чоловіки | 24      | 7                  | 12               | 5                    |
| Жінки    | 18      | 4                  | 9                | 5                    |
| Разом    | 42      | 11                 | 21               | 10                   |